# 男女七歳にして席を同じゅうせず
男女七歳にして席を同じゅうせず（だんじょしちさいにしてせきをおなじゅうせず）は、儒教の礼記からの言葉。

## 概要
一般に男女は7歳になれば、男女の別を明らかにして、みだりに交際させてはならないという意味で用いられている。礼記の原文は「七年男女不同席」。

### 歴史
古来人間とは7歳が人生の大きな区切りとされてきた。7歳までは子供期であり、大人に求められるような倫理性や道徳性や社会性は必ずしも強調されていなかった。その天真爛漫な姿が子供らしい姿であり、暗黙の了解であり理解があった。そして7歳以降の人間には倫理性や道徳性や社会性が求められるようになる。「男女七歳にして席を同じゅうせず」は、そのような社会風土のことわざである。
日本の戦前の小学校1年生のクラスは男女共学であったが、2年生以降から「男女七歳にして席を同じにせず」で男子と女子でクラスが分かれていた。6歳までは神の子であり、神の子には男女差がないとされていたためである。7歳から男女の差が見られ、初めて人間としての扱いを受けるようになっていた。
戦前の日本は「男女七歳にして席を同じゅうせず」をもって学校は男女別学が原則で、思春期は男女が接触しないことが良識であった。戦前は同じ沿線に男子校と女子校が有る場合には、男子の乗る車両と女子の乗る車両で分けられていたことがあった。
1947年の教育基本法制定の時には、旧来の日本は男尊女卑と共に「男女七歳にして席を同じゅうせず」であったことが孤立主義として否定される。このことから教育基本法第5条「男女は、互いに敬重し、協力し合わなければならない」を制定して、教育の力で根本的な改革をするとした。
ここでの席は座席ではなく寝床であるという説もある。席とは本来は草や竹で編んだ敷物のことである。これが後に座席などの座る場所を意味する言葉となった。